# Kia Stinger
La Kia Stinger est une automobile coupé cinq portes produite par le constructeur automobile sud-coréen Kia entre 2017 et 2023. 

## Présentation
La Kia Stinger est révélée officiellement en mars 2017 à l'occasion du salon de Detroit.
Le modèle à vocation sportive a été mis au point dans le centre de recherche Kia de Namyang en Corée du Sud sous la direction d'Albert Biermann, un ancien ingénieur de BMW,. Son comportement sportif a ensuite été optimisé au travers de plus de 10 000 km d'essai sur le circuit du Nürburgring.
Dessinée par le centre européen du style Kia, elle vise clairement à concurrencer les marques premium allemandes comme Mercedes-Benz, BMW et Audi — le constructeur coréen affirmant être « au moins au même niveau » que ces marques. La Stinger est révélée officiellement en mars 2017 à l'occasion du Salon de Detroit
En avril 2019, le constructeur coréen présente la Stinger GTS, limitée à 800 exemplaires, au Salon de l'automobile de New York. Celle-ci bénéficie de la transmission intégrale, d'un nouveau différentiel autobloquant arrière et d'un mode drift où la totalité de la puissance peut être transmise à l'arrière.

Kia Stinger
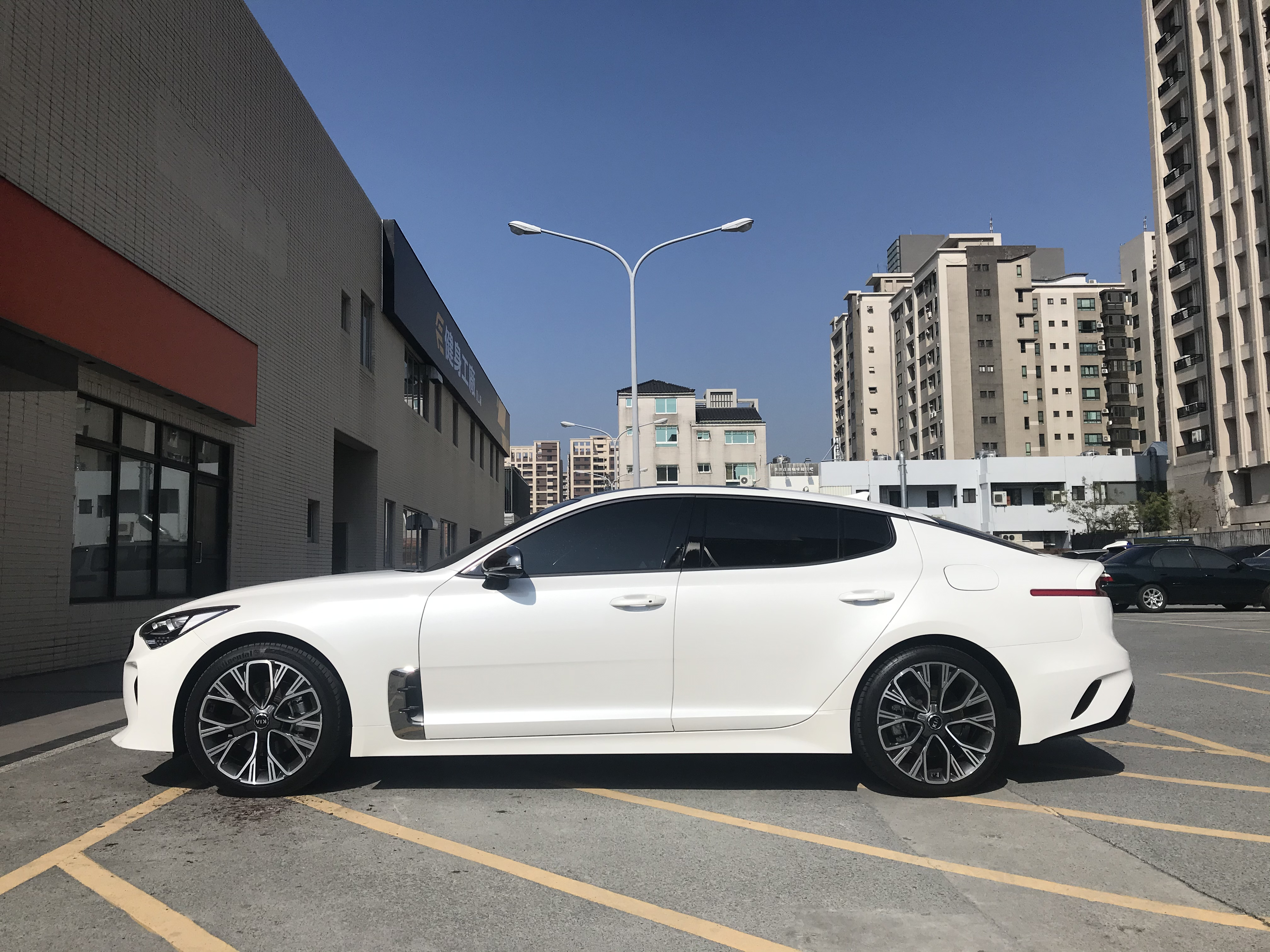
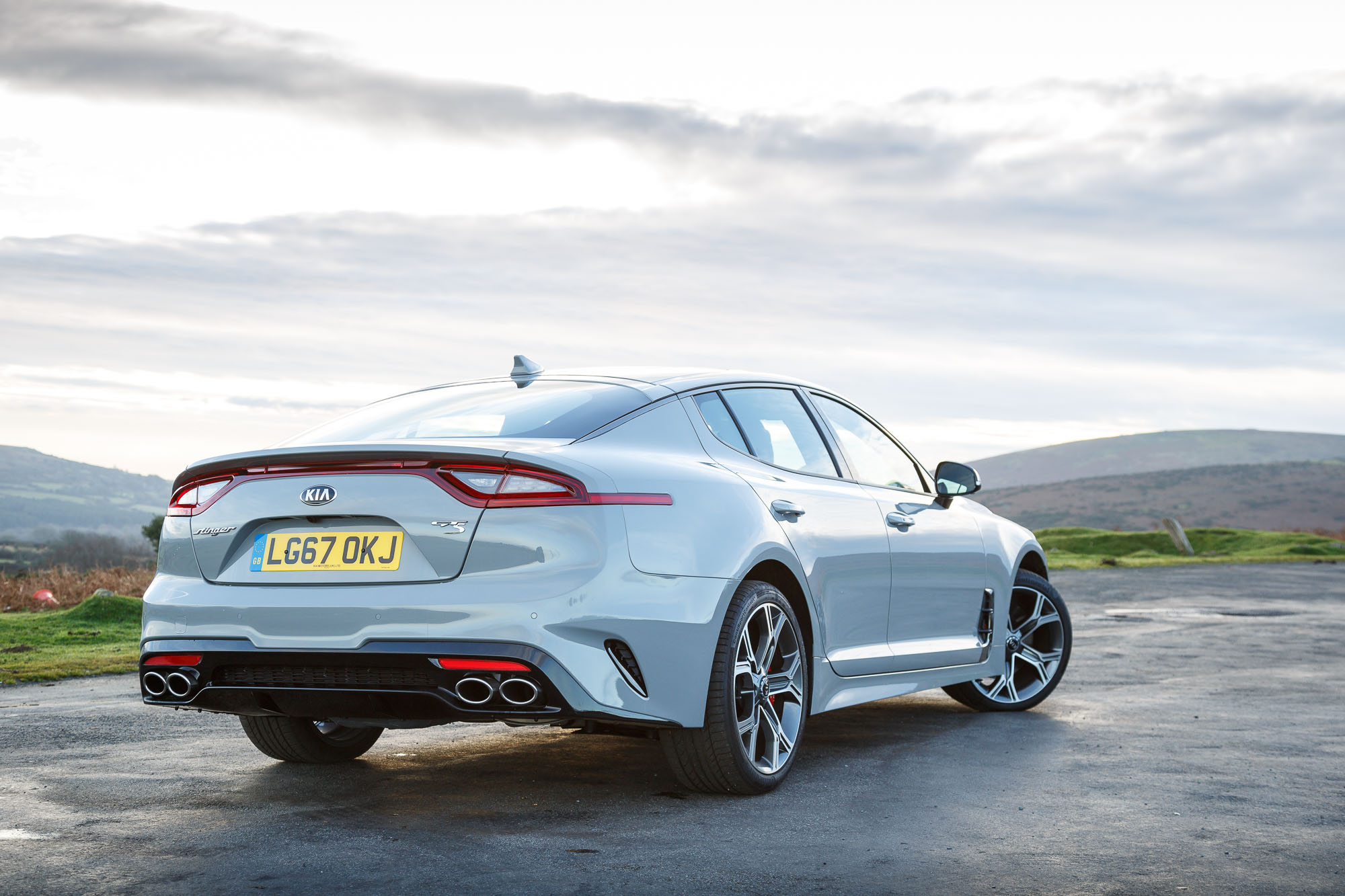
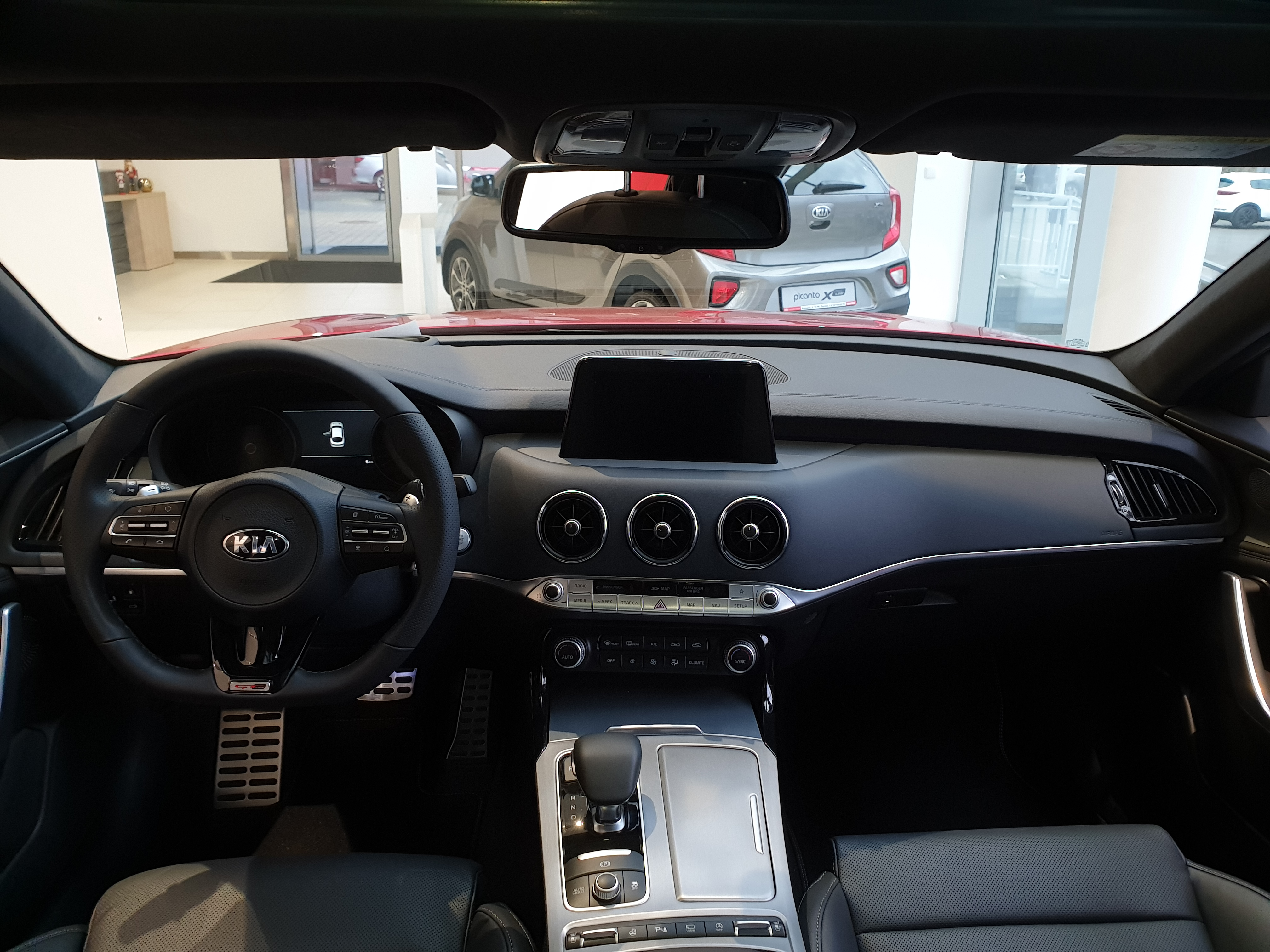

### Phase 2
La Stinger est restylée en juillet 2020. Elle reçoit de nouveaux boucliers et un écran plus grand pour l'info-divertissement.

## Caractéristiques techniques
Longue de 4,83 m, pour une largeur de 1,87 m et une hauteur de 1,40 m, la Stinger est félicitée par la presse spécialisée pour son style conventionnel mais dynamique intégrant notamment quatre sorties d'échappement, un long capot intégrant des ouïes, des jantes pouvant atteindre 19 pouces ou encore des entrées d'air latérales.

### Motorisations
À son lancement, la Stinger est proposée uniquement en propulsion avec différentiel à glissement limité bien que la transmission intégrale sera ultérieurement proposée en option. Toujours au lancement, seules deux motorisations essence sont disponibles : un quatre cylindres turbo 2.0 développant 255 ch et 353 N m de couple ainsi qu'un V6 biturbo de 365 ch et 510 N m de couple. Cette dernière motorisation est la plus puissante de l'histoire du constructeur coréen et, couplée à une boîte automatique à 8 rapports, permet à la Stinger de passer de 0 à 100 km/h en 4,9 s et d'atteindre une vitesse maximale de 269 km/h,. Il s'agit également de la première Kia offrant des suspensions pilotées.
Une version à moteur Diesel ainsi qu'une version électrique sont également prévues.
|                            | 2.2 CRDI,                                        | 2.2 CRDI,                                        | 2.0 T-GDI,                                       | 2.0 T-GDI,                                       | 3.3 V6,                                          | 3.3 V6,                                          |
| -------------------------- | ------------------------------------------------ | ------------------------------------------------ | ------------------------------------------------ | ------------------------------------------------ | ------------------------------------------------ | ------------------------------------------------ |
| Moteur                     | 4-cylindres en ligne diesel                      | 4-cylindres en ligne diesel                      | 4-cylindres en ligne essence                     | 4-cylindres en ligne essence                     | 6-cylindre en V essence                          | 6-cylindre en V essence                          |
| Alimentation               | Turbocompressé                                   | Turbocompressé                                   | Turbocompressé                                   | Turbocompressé                                   | Bi-turbo                                         | Bi-turbo                                         |
| Cylindrée (cm3)            | 2 199                                            | 2 199                                            | 1 998                                            | 1 998                                            | 3 342                                            | 3 342                                            |
| Puissance maximale ch (kW) | 200 (147)                                        | 200 (147)                                        | 240 (176)                                        | 255 (188)                                        | 356 (262)                                        | 370 (272)                                        |
| au régime de (tr/min)      | 3 800                                            | 3 800                                            | 6 200                                            | 6 200                                            | 6 000                                            | 6 000                                            |
| Couple maximal (N m)       | 440                                              | 440                                              | 353                                              | 353                                              | 510                                              | 510                                              |
| Boîte de vitesses          | Automatique 8 rapports à convertisseur de couple | Automatique 8 rapports à convertisseur de couple | Automatique 8 rapports à convertisseur de couple | Automatique 8 rapports à convertisseur de couple | Automatique 8 rapports à convertisseur de couple | Automatique 8 rapports à convertisseur de couple |
| Transmission               | Propulsion                                       | Intégrale                                        | Propulsion                                       | Propulsion                                       | Intégrale                                        | Intégrale                                        |
| Vitesse maximale (en km/h) | 230                                              | 230                                              | 240                                              | 240                                              | 270                                              | 270                                              |
| 0-100 km/h (en s)          | 7,6                                              | 7,6                                              | 6,6                                              | 6,6                                              | 4,9                                              | 4,9                                              |
| Consommation (en L/100 km) | 5,6                                              | 6,4                                              | 8,3                                              | 8,3                                              | 10,6                                             | 10,6                                             |
| Émissions de CO2 (en g/km) | 147                                              | 169                                              | 188                                              | 190                                              | 245                                              | 244                                              |
| Capacité du réservoir (L)  | 60                                               | 60                                               | 60                                               | 60                                               | 60                                               | 60                                               |
| Masse à vide (kg)          | 1 778                                            | 1 849                                            | 1 717                                            | 1 717                                            | 1 909                                            | 1 909                                            |
| Norme environnementale     | Euro 6                                           | Euro 6                                           | Euro 6                                           | Euro 6                                           | Euro 6                                           | Euro 6                                           |

## Finitions
- GT Line :
  - Affichage tête haute (HUD) ;
  - Jantes en alliage 18 pouces ;
  - Régulateur de vitesse adaptatif ;
  - Sellerie cuir.

- GT Line Pack Premium (GT Line +) :
  - Freinage d’urgence autonome avec détection des piétons ;
  - Projecteurs avant Full-LED adaptatifs ;
  - Système de navigation sur écran tactile 20 cm ;
  - Toit vitré ouvrant électriquement avec store occultant.

- GT (GT Line Pack Premium +) uniquement sur V6 :
  - Jantes en alliage 19 pouces avec étriers Brembo ;
  - Sièges en cuir nappa frappé de l’emblème GT ;
  - Volant à méplat signé GT.

### Série limitée
- Tribute Edition, 1000 exemplaires (2022)[16]

## Fin de production
En octobre 2022, Kia a annoncé la fin de la production de la Stinger pour avril 2023. Cette décision a fait du modèle 2023 la dernière Stinger produite à ce jour. Cette interruption est due à une baisse de la demande mondiale, avec seulement 1 499 unités vendues en Corée du Sud — son pays d'origine — ce qui en fait le modèle Kia le moins vendu. Kia a également décidé de rationaliser sa gamme en arrêtant la commercialisation de produits peu demandés, et ce, dans le cadre de sa stratégie d’électrification qui prévoit l’introduction d’une berline électrique de type coupé.
En décembre 2022, Kia a lancé une version spéciale appelée Stinger Tribute Edition pour marquer la fin de sa production. Basée sur la version GT équipée d’un moteur essence turbocompressé de 3,3 litres, cette édition se distingue par une teinte extérieure exclusive, une sellerie et des finitions intérieures spécifiques. La Tribute Edition est limitée à 1 000 exemplaires dans le monde : 200 pour la Corée et 800 pour le reste du marché mondial. L’extérieur arbore une nouvelle teinte gris mat « Moonscape Gray », et les jantes de 19 pouces ainsi que les freins Brembo sont de couleur noire. À l’intérieur, on trouve des seuils de porte numérotés, une sellerie en cuir brun Terracotta, des inserts effet fibre de carbone sur les panneaux de porte et le tableau de bord, ainsi que des icônes de guêpe brodées sur les appuie-têtes.

## Stinger GT 420
La Stinger GT 420 est un modèle unique destiné à la piste, motorisée par le V6 3,3 L biturbo gonflé à 428 ch et 560 N m de couple, et équipé de sièges baquet et d'un arceau-cage. À l'origine, cette Stinger est un modèle de pré-série qui a servi pour des démonstrations avant le lancement du modèle, et plutôt que de la détruire, le constructeur l'a transformé en véhicule de démonstration sur circuit.

## Concept car

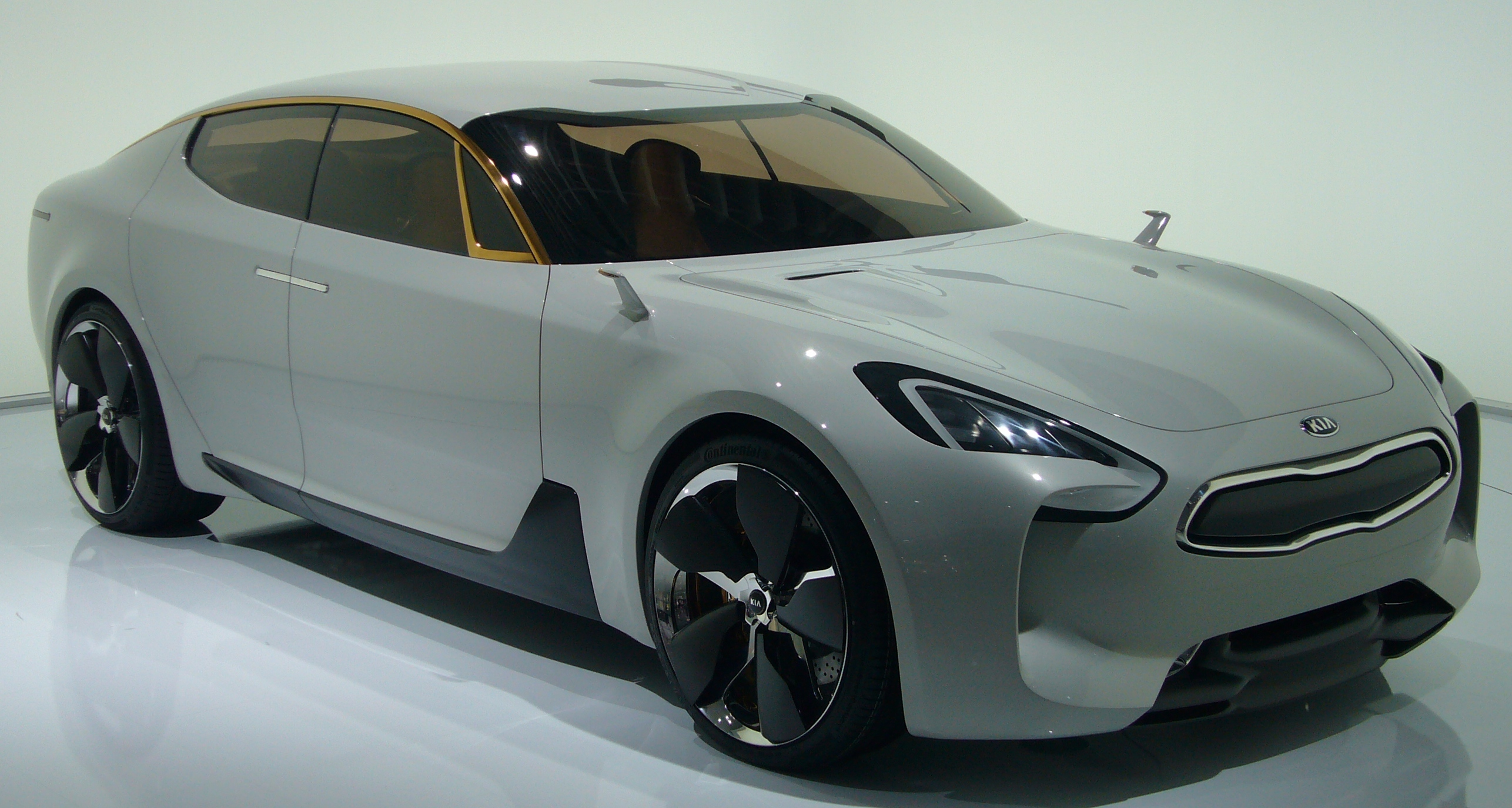
Kia GT concept (2011)

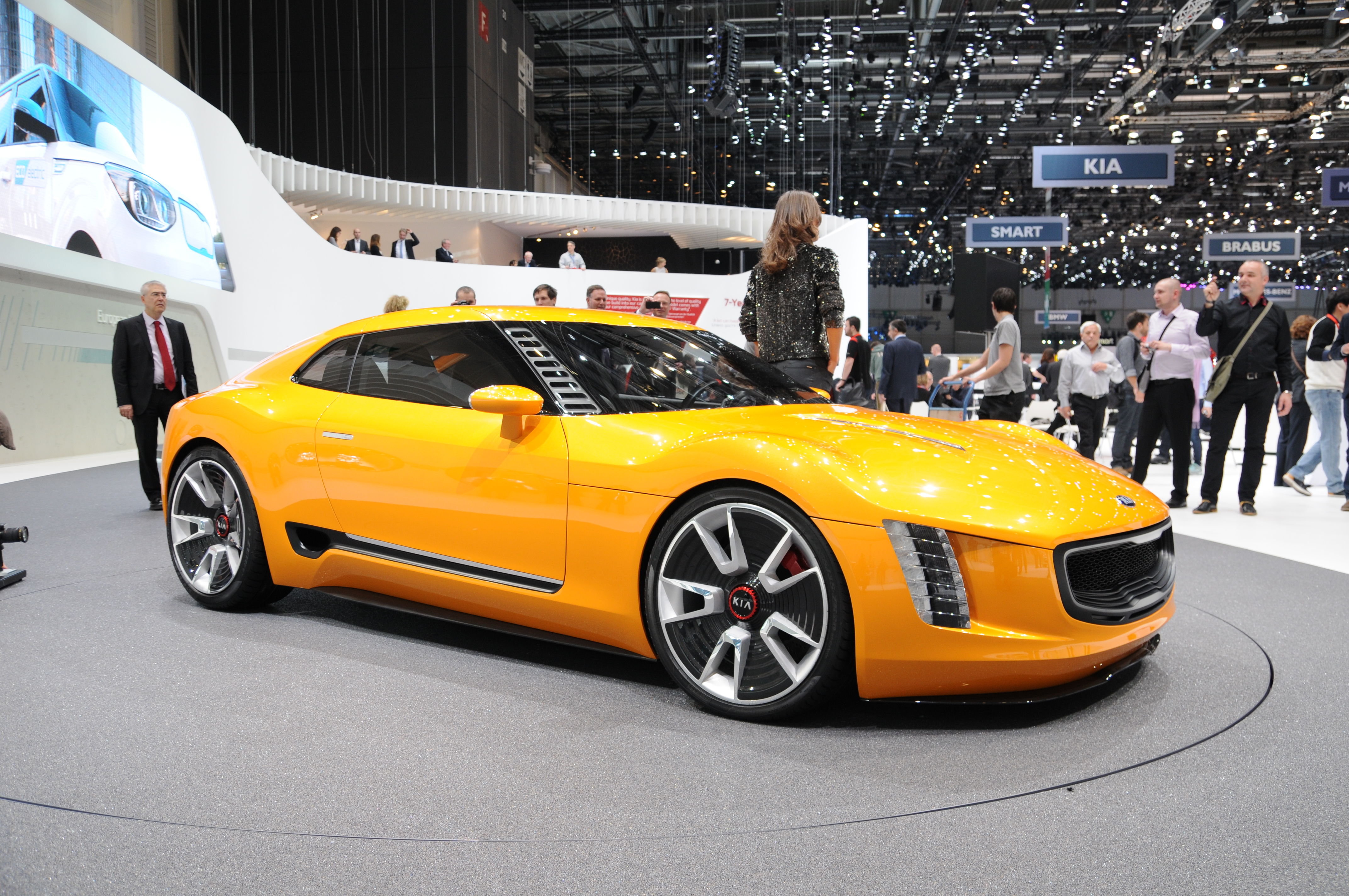
Kia GT4 Stinger concept (2014)

La Stinger est préfigurée par le concept-car Kia GT présenté lors du salon de Francfort de 2011. En revanche, son nom est repris d'un autre concept car, le GT4 Stinger concept, présenté au salon de Genève 2014.

## Récompense
Cette mise à jour bénéficie d'une récompense  Top Safety Pick de l'Insurance Institute for Highway Safety.